# کوه تامپسون (آلبرتا)
کوه تامپسون (به انگلیسی: Mount Thompson) یک کوه در کانادا است که در آلبرتا واقع شده‌است. کوه تامپسون ۳٬۰۸۹ متر بالاتر از سطح دریا واقع شده‌است.